# Carcinarachne
Carcinarachne is een monotypisch geslacht van spinnen uit de  familie van de Thomisidae (krabspinnen).

## Soort
- Carcinarachne brocki (Schmidt, 1956)